# Aleixo Paleólogo (déspota)
Aleixo Paleólogo (em grego: Ἀλέξιος Παλαιολόγος; romaniz.: Aléxios Palaiológos; m. 1203) foi um nobre bizantino, genro do imperador Aleixo III Ângelo (r. 1195–1203) e seu herdeiro aparente de 1199 até sua morte. Por todo este período, esteve ativamente envolvido na supressão de várias revoltas contra o imperador. Através de sua filha, ele tornou-se um dos progenitores da dinastia paleóloga.

## Vida

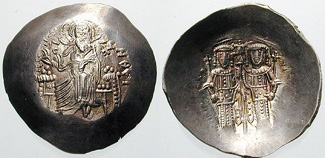
Áspro traqueia de r.

As origens de Aleixo são obscuras. Sua família foi rica e principalmente conhecido por seus oficiais civis e militares sob os imperadores Comnenos. O pai de Aleixo foi provavelmente o sebasto e grande heteriarca Jorge Paleólogo, o filho ou neto do mais árduo defensor de Aleixo I Comneno, Jorge Paleólogo. Através de sua avô, Aleixo compartilhou o sangue da família Comneno. Em ca. 1198, Aleixo foi escolhido pelo imperador Aleixo III Ângelo (r. 1195–1203), que estava sem descendência masculina, para se casar com sua filha mais velha Irene. Ela era viúva de Andrônico Contostefano, e Aleixo Paleólogo foi forçado a divorciar-se de sua bela primeira esposa (cujo nome é desconhecido) para casar-se com ela. O casamento ocorreu na primavera de 1199 e foi acompanhado por ricas celebrações. Aleixo assim tornou-se o herdeiro aparente imperial e foi elevado ao posto de déspota. Ao mesmo tempo, a segunda filha do imperador, Ana, também uma viúva, foi casada com Teodoro Láscaris, futuro fundador do Império de Niceia.

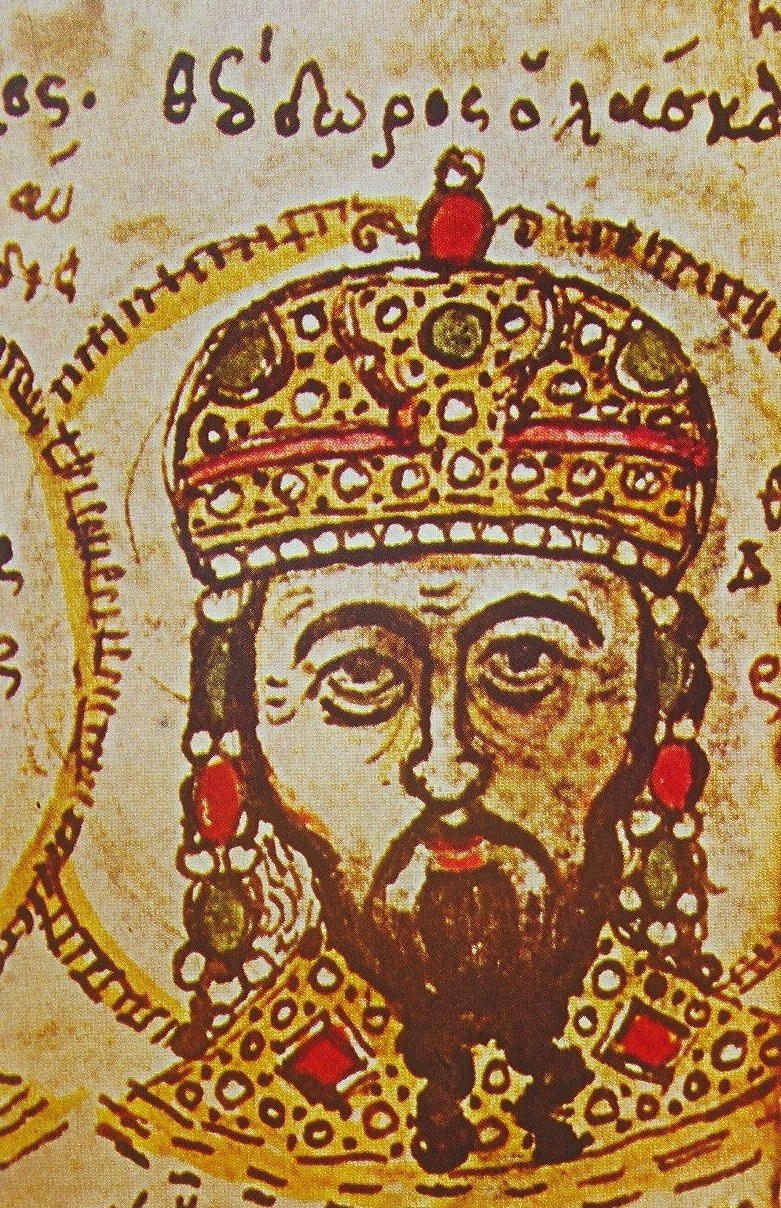
Teodoro I Láscaris

Logo depois, ambos os genros imperiais foram enviado ao lado do general Manuel Camitzes contra o rebelde Ibanco na Trácia. Durante esta campanha, no cerco de Critzimo, o pai de Aleixo foi morto. A campanha falhou quando a força bizantina foi pega numa emboscada e Camitzes foi capturado. Este sucesso entusiasmou Ibanco, que então reclamou o título imperial. Na primavera de 1200, Aleixo III fingiu estar disposto a começar negociações, e enviou Aleixo Paleólogo para encontrar o rebelde. Aleixo deu promessas solenes de salvaguarda, mas quando Ibanco apareceu no campo imperial, ele foi preso e executado. Em fevereiro do mesmo ano, Aleixo foi convocado para ajudar com as revoltas que eclodiram em Constantinopla em protesto contra o desvio de doações de caridade pelo diretor da prisão João Lagos. Uma grande multidão tomou o controle das prisões da capital e abriram-as, e lutaram com os guardas imperiais, que estavam fora de Crisópolis. Aleixo Paleólogo liderou tropas na cidade e suprimiu a revolta após infligir pesadas baixas na população.
Em julho de 1201, Aleixo foi instrumental na supressão da tentativa de golpe de João Comneno, o Gordo. Após os rebeldes tomarem controle de grande parte do Grande Palácio, Aleixo foi enviado pelo imperador com tropas e navios de Blaquerna para a costa oriental da cidade. Lá, encontraram-se com a guarda do Grande Palácio e abriram o palácio e o Hipódromo dos apoiantes do usurpador, que foi capturado e decapitado. Em fevereiro de 1201 ou 1202, Aleixo foi ferido quando a tenda imperial colapsou durante um terremoto, mas no mesmo verão liderou a campanha que subjugou a rebelião do governador João Espiridonaces na Macedônia Oriental, forçando o último a fugir para a Bulgária. Aleixo morreu com idade relativamente avançada em 1203, de causas naturais segundo Teodoro Escutariota. Sua morte ocorreu antes da deposição e fuga de Aleixo III em face do cerco de Constantinopla da Quarta Cruzada.

## Família

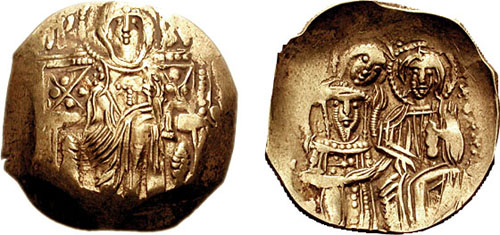
Hipérpiro de r. em celebração da retomada da capital

Além de seu pai Jorge, Aleixo teve uma tia de nome desconhecido, que casou-se com João Briênio, e um tio, o sebasto Constantino. O nome de sua mãe não é conhecido, e nem parece que teve irmãos. De seu casamento com Irene Angelina teve uma filha chamada Teodora, que casou-se com o grande doméstico Andrônico Paleólogo, o filho do grande duque Aleixo Paleólogo (dum ramo diferente da linhagem dos Paleólogos) e de Irene Comnena. Eles tiveram numerosos filhos, o mais proeminente dos quais Miguel VIII Paleólogo, que tornar-se-ia imperador de Niceia em 1259 e restaurou o Império Bizantino em 1261, fundando a dinastia paleóloga.